# Esch, Vulkaneifel
Esch là một đô thị ở huyện Vulkaneifel, trong bang Rheinland-Pfalz, phía tây nước Đức. Đô thị này có diện tích 10,17 km², dân số thời điểm ngày 31 tháng 12 năm 2006 là 536 người.